# Fazerdaze
Fazerdaze, pseudonimo di Amelia Murray (Wellington, 1993), è una cantautrice e polistrumentista neozelandese.

## Biografia

### Inizi
Amelia Murray è nata nel 1993 nella capitale della Nuova Zelanda, Wellington, da padre europeo e madre indonesiana.
All'età di 14 anni inizia a scrivere canzoni, ispirata dalla musica di Smashing Pumpkins, Beatles, Rolling Stones, Led Zeppelin e Bob Dylan. Ha frequentato l'Onslow College di Wellington dove, nell'adolescenza, ha formato la sua prima band The Tangle.
All'età di 19 anni Murray si è trasferita nella città di Auckland, iscrivendosi alla facoltà di Musica dell'Università di Auckland. In quel contesto, ha collaborato come assistente redattrice per la rivista NZ Musician.

### L'EPFazerdazee il successo immediato conMorningside
Nell'ottobre 2014, Murray ha pubblicato a nome Fazerdaze il suo EP di debutto omonimo, registrandolo interamente in uno studio casalingo nella propria abitazione ad Auckland, con l'aiuto del Jonathan Pearce (membro della band neozelandese The Beths). Nel 2015 viene pubblicato il primo singolo Little Uneasy.
Nei mesi seguenti alla pubblicazione, l'EP guadagna l'attenzione di numerosi ascoltatori, grazie soprattutto alle piattaforme di distribuzione musicale via streaming.
Nel gennaio 2017, Murray si esibisce al Laneway Festival nell'edizione di Auckland.
A febbraio 2017 esce il singolo Lucky Girl che anticipa la pubblicazione, a maggio 2017, dell'album d'esordio, intitolato Morningside. L'album riceve apprezzamenti da critica e pubblico. Nell'aprile 2018 si esibisce al Coachella Festival.

## Discografia
Album in studio
- Morningside (2017, Flying Nun Records)
- Soft Power (2024, Flying Nun Records)

EP
- Fazerdaze (2014, autoprodotto)

Singoli
- Little Uneasy (2015, autoprodotto)
- Lucky Girl (2017, autoprodotto)
- Take It Slow (2017, autoprodotto)

Collaborazioni
- Eyedress - Window Eyes (dall'album Sensitive G) (2018, Lex Records)